# Алі Абді
Алі Абді (араб. علي العابدي, фр. Ali Abdi, нар. 20 грудня 1993, Сфакс) — туніський футболіст, захисник французької «Ніцци» і національної збірної Тунісу.

## Клубна кар'єра
У дорослому футболі дебютував 2011 року виступами за команду «Кайруан».
У подальшому продовжував грати у першості Тунісу, захищаючи кольори команд «Есперанс», «Стад Тунізьєн» та «Клуб Африкен».
2019 року уклав контракт із французьким друголіговим «Парижем», у складі якого провів наступні два роки своєї кар'єри гравця.  Більшість часу, проведеного у складі «Парижа», був основним гравцем захисту команди.
Влітку 2021 року уклав дворічний контракт із «Каном».

## Виступи за збірні
Протягом 2015 року залучався до складу молодіжної збірної Тунісу. На молодіжному рівні зіграв у 4 офіційних матчах.
2021 року дебютував в офіційних матчах у складі національної збірної Тунісу.
У складі збірної — учасник Кубка африканських націй 2021 року в Камеруні та чемпіонату світу 2022 року в Катарі.

## Статистика виступів

### Статистика клубних виступів
Станом на 18 травня 2021
| Сезон                    | Команда                  | Чемпіонат                | Чемпіонат | Чемпіонат | Національний кубок | Національний кубок | Національний кубок | Континентальні кубки | Континентальні кубки | Континентальні кубки | Інші змагання | Інші змагання | Інші змагання | Усього | Усього |
| Сезон                    | Команда                  | Ліга                     | Ігор      | Голів     | Ліга               | Ігор               | Голів              | Ліга                 | Ігор                 | Голів                | Ліга          | Ігор          | Голів         | Ігор   | Голів  |
| ------------------------ | ------------------------ | ------------------------ | --------- | --------- | ------------------ | ------------------ | ------------------ | -------------------- | -------------------- | -------------------- | ------------- | ------------- | ------------- | ------ | ------ |
| 2011-лип.2012            | «Кайруан»                | ПЛ1                      | 15        | 2         | -                  | -                  | -                  | -                    | -                    | -                    | -             | -             | -             | 15     | 2      |
| лип.2012                 | «Есперанс»               | ПЛ1                      | 0         | 0         | -                  | -                  | -                  | ЛЧ                   | 0                    | 0                    | -             | -             | -             | 0      | 0      |
| 2012–13                  | «Есперанс»               | ПЛ1                      | 1         | 0         | -                  | -                  | -                  | ЛЧ                   | 0                    | 0                    | -             | -             | -             | 1      | 0      |
| 2013-січ.2014            | «Есперанс»               | ПЛ1                      | 0         | 0         | -                  | -                  | -                  | -                    | -                    | -                    | -             | -             | -             | 0      | 0      |
| січ.-черв.2014           | «Стад Тунізьєн»          | ПЛ1                      | 17        | 4         | КТ                 | 2                  | 0                  | -                    | -                    | -                    | -             | -             | -             | 19     | 4      |
| черв.2014                | «Есперанс»               | ПЛ1                      | 0         | 0         | -                  | -                  | -                  | ЛЧ                   | 2                    | 0                    | -             | -             | -             | 2      | 0      |
| 2014–15                  | «Есперанс»               | ПЛ1                      | 11        | 0         | КТ                 | 0                  | 0                  | ЛЧ                   | 0                    | 0                    | -             | -             | -             | 11     | 0      |
| 2015-лип.2016            | «Есперанс»               | ПЛ1                      | 0         | 0         | КТ                 | 0                  | 0                  | -                    | -                    | -                    | -             | -             | -             | 0      | 0      |
| Усього за «Есперанс»     | Усього за «Есперанс»     | Усього за «Есперанс»     | 12        | 0         |                    | 0                  | 0                  |                      | 2                    | 0                    |               | -             | -             | 14     | 0      |
| lugl.2016                | «Клуб Африкен»           | ПЛ1                      | 0         | 0         | КТ                 | 0                  | 0                  | -                    | -                    | -                    | -             | -             | -             | 0      | 0      |
| 2016–17                  | «Клуб Африкен»           | ПЛ1                      | 12        | 2         | КТ                 | 2                  | 0                  | -                    | -                    | -                    | -             | -             | -             | 14     | 2      |
| 2017–18                  | «Клуб Африкен»           | ПЛ1                      | 22        | 2         | КТ                 | 5                  | 1                  | КЧ                   | 2                    | 0                    | -             | -             | -             | 29     | 3      |
| 2018–19                  | «Клуб Африкен»           | ПЛ1                      | 22        | 3         | КТ                 | 2                  | 0                  | КЧ                   | 7                    | 0                    | -             | -             | -             | 31     | 3      |
| Усього за «Клуб Африкен» | Усього за «Клуб Африкен» | Усього за «Клуб Африкен» | 56        | 7         |                    | 9                  | 1                  |                      | 9                    | 0                    |               | -             | -             | 74     | 8      |
| 2019–20                  | «Париж»                  | Л2                       | 14        | 0         | КФ+КЛ              | 1+2                | 0                  | -                    | -                    | -                    | -             | -             | -             | 17     | 0      |
| 2020–21                  | «Париж»                  | Л2                       | 32+1      | 9         | КФ                 | 1                  | 0                  | -                    | -                    | -                    | -             | -             | -             | 34     | 9      |
| Усього за кар'єру        | Усього за кар'єру        | Усього за кар'єру        | 147       | 22        |                    | 15                 | 1                  |                      | 11                   | 0                    |               | -             | -             | 173    | 23     |